# Metr čtvereční

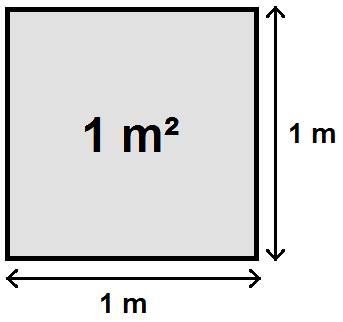
Metr čtvereční (čtverečný), jednotka obsahu v soustavě SI.

Metr čtvereční, též metr čtverečný, je jednotka obsahu v SI. Je to plocha čtverce se stranou dlouhou 1 metr.
Značka jednotky: m²

## Další jednotky
Kilometr čtvereční (km²) je jednotka plochy, značí se km². Je rovná ploše čtverce se stranou dlouhou 1 kilometr. Protože je plocha čtverce dána druhou mocninou jeho strany, platí
1 km² = 1 000 000 m².
Hektar (značka jednotky: ha) je vedlejší jednotka SI pro plošný obsah. Je rovná ploše čtverce se stranou dlouhou 100 metrů (1 hektometr). Platí:
1 ha = 10 000 m² = 1 hm² = 0,01 km²
Ar (značka jednotky: a) je vedlejší jednotka SI pro plošný obsah. Je rovná ploše čtverce se stranou dlouhou 10 metrů (1 dekametr). Platí:
1 ar = 100m²
1 m² = 1 m · 1 m = 1 m² 1 dam² = 10 m · 10 m = 100 m² = 1 a (ar) 1 hm² = 100 m · 100 m = 10 000 m² = 1 ha (hektar) 1 km² = 1000 m · 1000 m = 1 000 000 m² (kilometr čtvereční) 1 dm² = 0,1 m · 0,1 m = 0,01 m² 1 cm² = 0,01 m · 0,01 m = 0,0001 m² (centimetr čtvereční) 1 mm² = 0,001 m · 0,001 m = 0,000001 m²